# 开元街道 (潍坊市)
开元街道，是中华人民共和国山東省潍坊市寒亭区下辖的一个乡镇级行政单位。

## 行政区划
开元街道下辖以下地区：
通亭街社区、雷家社区、张氏三社区、西寺夹庄村、东寺夹庄村、廿里堡村、郭家官庄村、王家朱茂村、胡家朱茂村、南张氏一村、南张氏二村、南张氏四村、南张氏五村、北张氏村、东分营埠村、西分营埠村、黄埠村、东里疃村、西里疃村、张金杨孟村、孙家杨孟村、董家杨孟村、冯马杨孟村、大辛庄村、小辛庄村、枣林村、鲁家口村、南寨里村、西常疃村、安固一村、安固二村、安固三村和安固四村。